# Col de Vésinaz
Le col de Vésinaz est un col des Alpes françaises situé en Haute-Savoie, dans le massif du Chablais, entre la pointe de Chavasse et la pointe de Chalune, sur la commune de Bellevaux.